# 複合商業施設

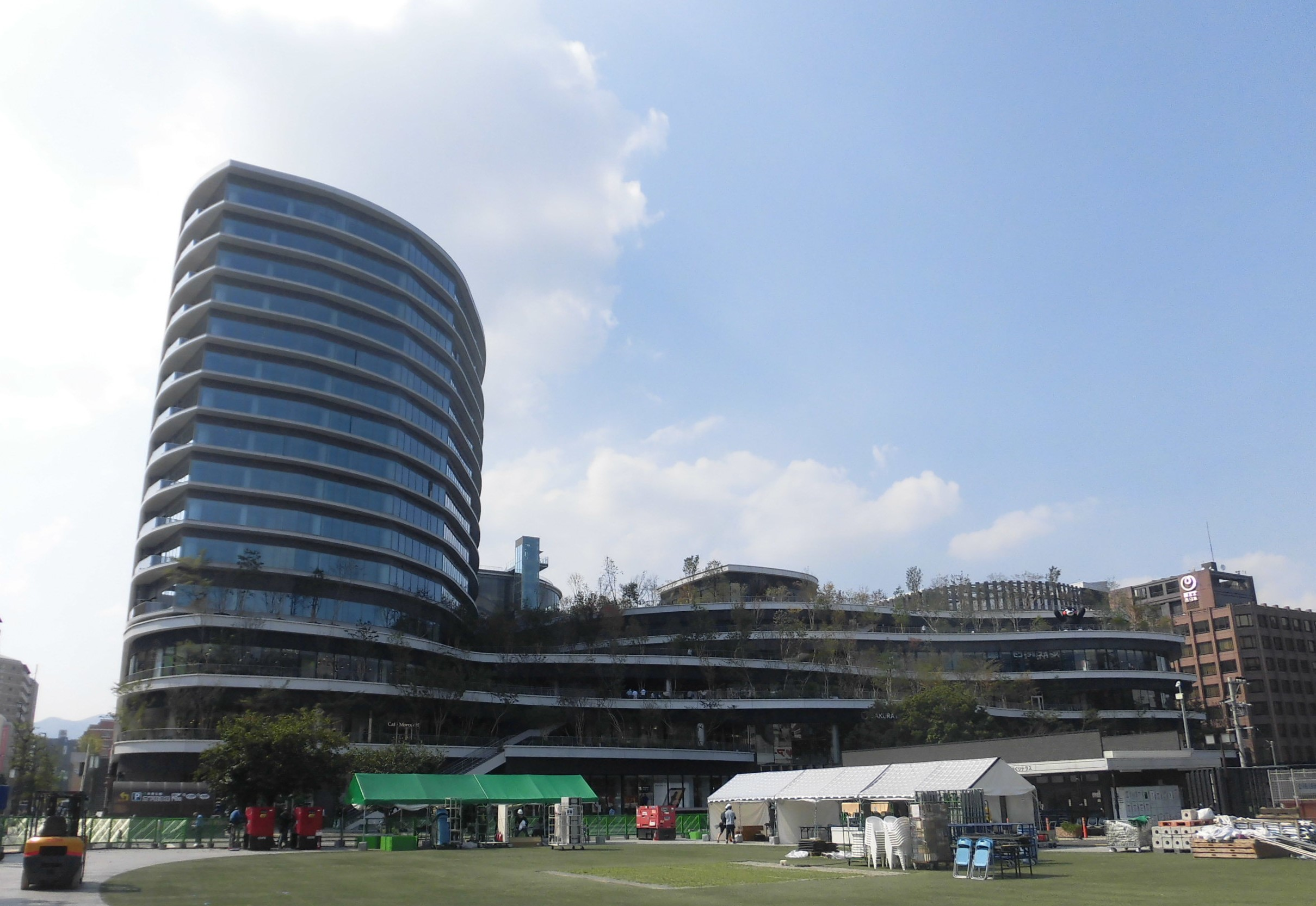
熊本市中央区にあるSAKURA MACHI Kumamoto

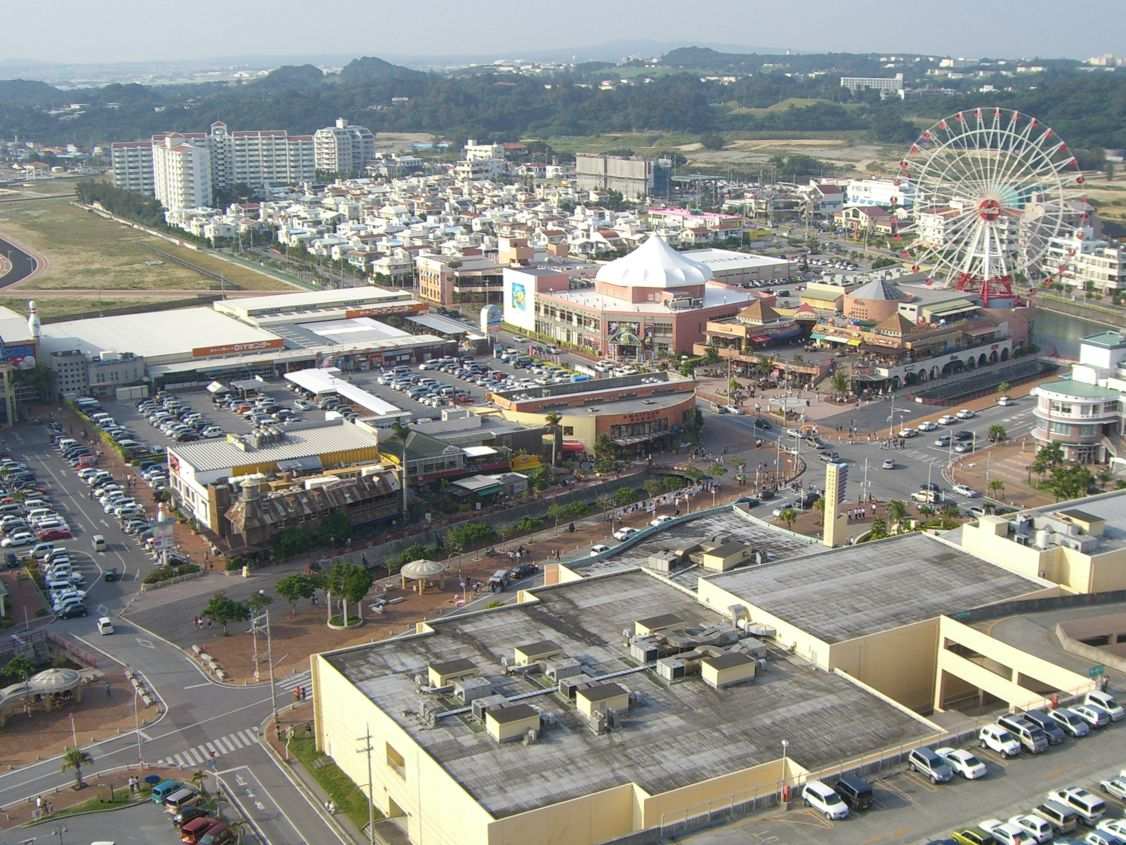
沖縄県北谷町にある複合商業施設美浜タウンリゾート・アメリカンビレッジ

複合商業施設（ふくごうしょうぎょうしせつ、英語: commercial complex）は、ショッピングセンターをはじめ飲食施設やホール、遊技場などの施設が集まった建物・地域の総称である。

## 概要
複数の施設を組み合わせる目的は、主として集客力向上のためである。複数の施設を持つために、ある程度の面積または容積が必要となる。
施設は一から建設する場合もあれば、既存の施設に別の施設を併設する場合もある。規模も巨大ビルをいくつも造るようなものもあれば、一つのビルの中にいくつものテナントスペースを持つものもある。構成される主な施設としては、テナントビル、飲食施設、衣類などの物販施設、映画館や遊園地などの娯楽施設、規模によってはマンションやオフィスも作られる。変わったものとしてはスパ施設（東京ドームシティのラクーア）などもある。
ポイントは「商業」がつくことからもわかるように、必ず商業施設があることである。よってオフィスビルだけの施設、またはマンションだけでは複合商業施設とは呼ばない。娯楽に特化している場合は複合娯楽施設とも呼ばれる。複合商業施設のもう一つの特徴は、ほとんどの場合、複合施設としての統一したコンセプトやブランドがある程度規定されていることである（もちろん統一規定等がない場合もある）。学術団体については、1951年4月21日、日本商業学会が慶應義塾大学教授向井鹿松を初代会長として設立された。
複合商業施設という形態は、都市や地域の再開発において非常に多く用いられる。近年の大都市部の再開発のトレンドとしては、低層部が商業施設（テナント入居型のショッピングセンター）、中高層部がオフィス、高層部がホテルや高級マンションであるパターンが多い（地方都市の場合は低層部が飲食店やスーパーマーケットを中心とした商業施設、それ以外はタワーマンションで構成される場合が多い）。